# Piławki (przystanek kolejowy)
Piławki – zlikwidowany przystanek osobowy w Bagieńsku, w gminie Miłomłyn, w powiecie ostródzkim w województwie warmińsko-mazurskim, w Polsce. Położona na linii kolejowej z Ostródy do Miłomłyna. Linia ta została ukończona w 1893 roku Linia ta została rozebrana w 2006 roku.